# Adenium obesum
Adenium obesum é uma espécie de planta pertencente à família Apocynaceae, nativa das regiões do Sahel, ao sul do Saara (da Mauritânia e Senegal ao Sudão), e da África tropical e oriental e subtropical do sul e da Arábia. É popularmente chamada de rosa do deserto. 
Suas sementes têm sido alvo de vendas fraudulentas de sementes de Adenium comum como sendo de híbridos com cores e formatos inexistentes.

## Descrição
É um arbusto suculento sempre-verde ou seco-decíduo (que também pode perder suas folhas durante períodos de frio, ou de acordo com a subespécie ou cultivar). Pode crescer de um a cinco metros de altura, cáudice basal inchado e robusto. As folhas são dispostas em espiral, agrupadas em direção às pontas dos ramos, de forma simples, com textura de couro, com 5 a 15 cm de comprimento e 1 a 8 cm de largura. As flores são tubulares, 2-5 cm (0,79-1,97 in) de comprimento, com a parte externa 4-6 cm (1,6-2,4 in) de diâmetro com cinco pétalas, semelhantes aos de outros gêneros relacionados, como Plumeria e Nerium. As flores tendem a vermelho e rosa, muitas vezes com um rubor esbranquiçado para fora da garganta.
Cresce bem em solo seco, bem-drenado, clima quente e seco não tolerando geada ou congelamento.
Sua sementes são cilíndricas, longas e estreitas, com dez a catorze milímetros de comprimento, de cor castanho, com longos tufos de pelo branco de cor castanho dourado nas duas extremidades.
(papus) para que a semente seja levada pelo vento e assim se espalhe.

## Sinônimos
A espécie Adenium obesum possui 11 sinônimos reconhecidos atualmente.
- Adenium arabicum Balf.f.
- Adenium arboreum Ehrenb.
- Adenium coetaneum Stapf
- Adenium honghel Lindl.
- Adenium micranthum Stapf
- Adenium socotranum Vierh.
- Adenium somalense Balf.f.
- Adenium speciosum Fenzl
- Adenium tricholepis Chiov.
- Cameraria obesa (Forssk.) Spreng.
- Nerium obesum Forssk.

## Ecologia
As lagartas de uma mariposa com pintas brancas (Syntomeida epilais) se alimentam de néctar da rosa do deserto, assim como das flores do Oleandro.

## Usos
Adenium obesum produz uma seiva em suas raízes e caules que contém 30 glicosídeos cardíacos semelhantes ao encontrado na Digitalis. Esta seiva é usada como veneno em flechas para caçar grandes animais em grande parte da África e como uma toxina para pesca de peixes.
Adenium obesum é importante na medicina tradicional. No Sahel, uma decocção das raízes, sozinha ou em combinação com outras plantas, é usada para tratar doenças venéreas; um extrato da raiz ou casca é usado como banho ou loção para tratar doenças de pele e matar piolhos, enquanto o látex é aplicado em dentes em decomposição e feridas sépticas. Na Somália, uma decocção da raiz como gotas para o nariz é prescrita para a rinite. No norte do Quênia, o látex é esfregado na cabeça contra piolhos e hastes são aplicadas para matar parasitas da pele de camelos e do gado. A casca é mastigada como abortiva.

## Galeria

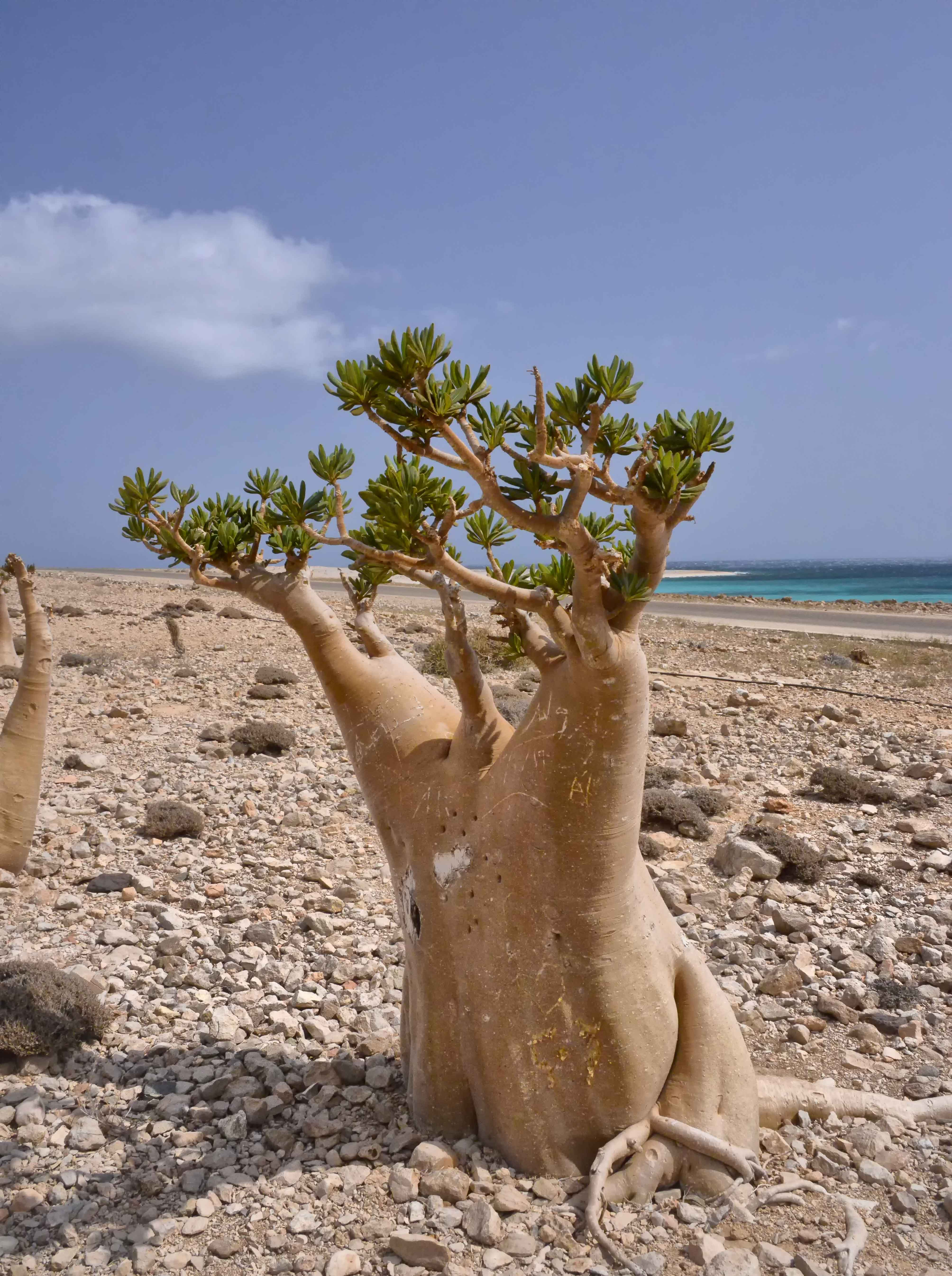
Planta na Ilha de Socotorá
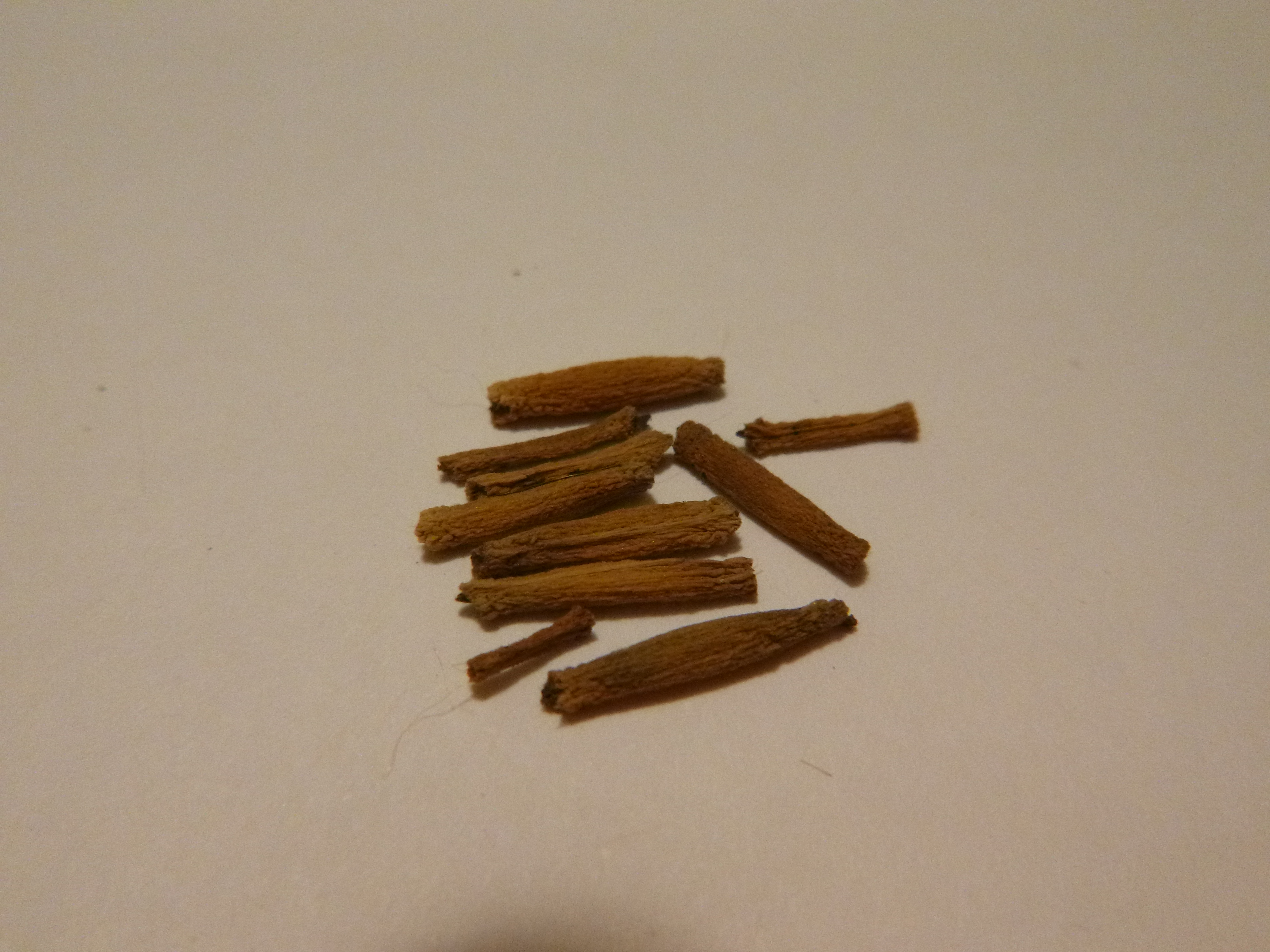
Sementes
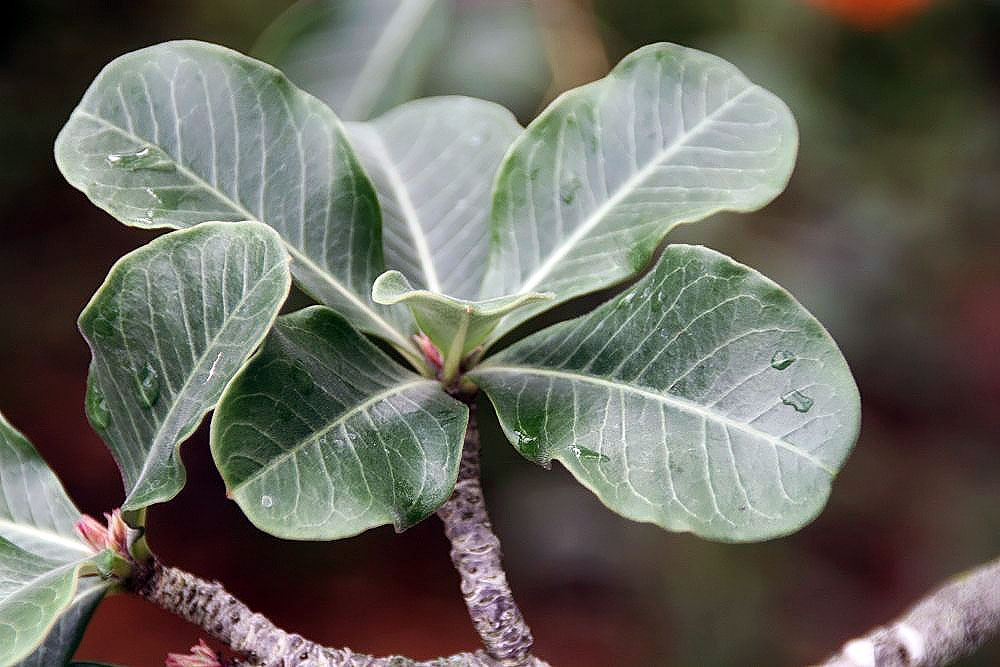
Folhas
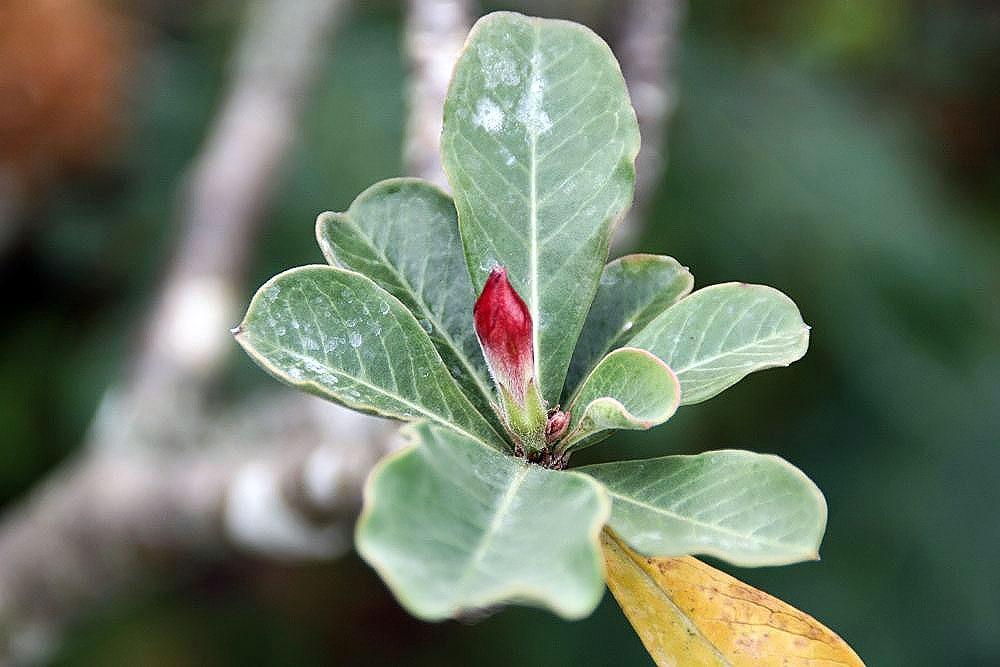
Botão de flor
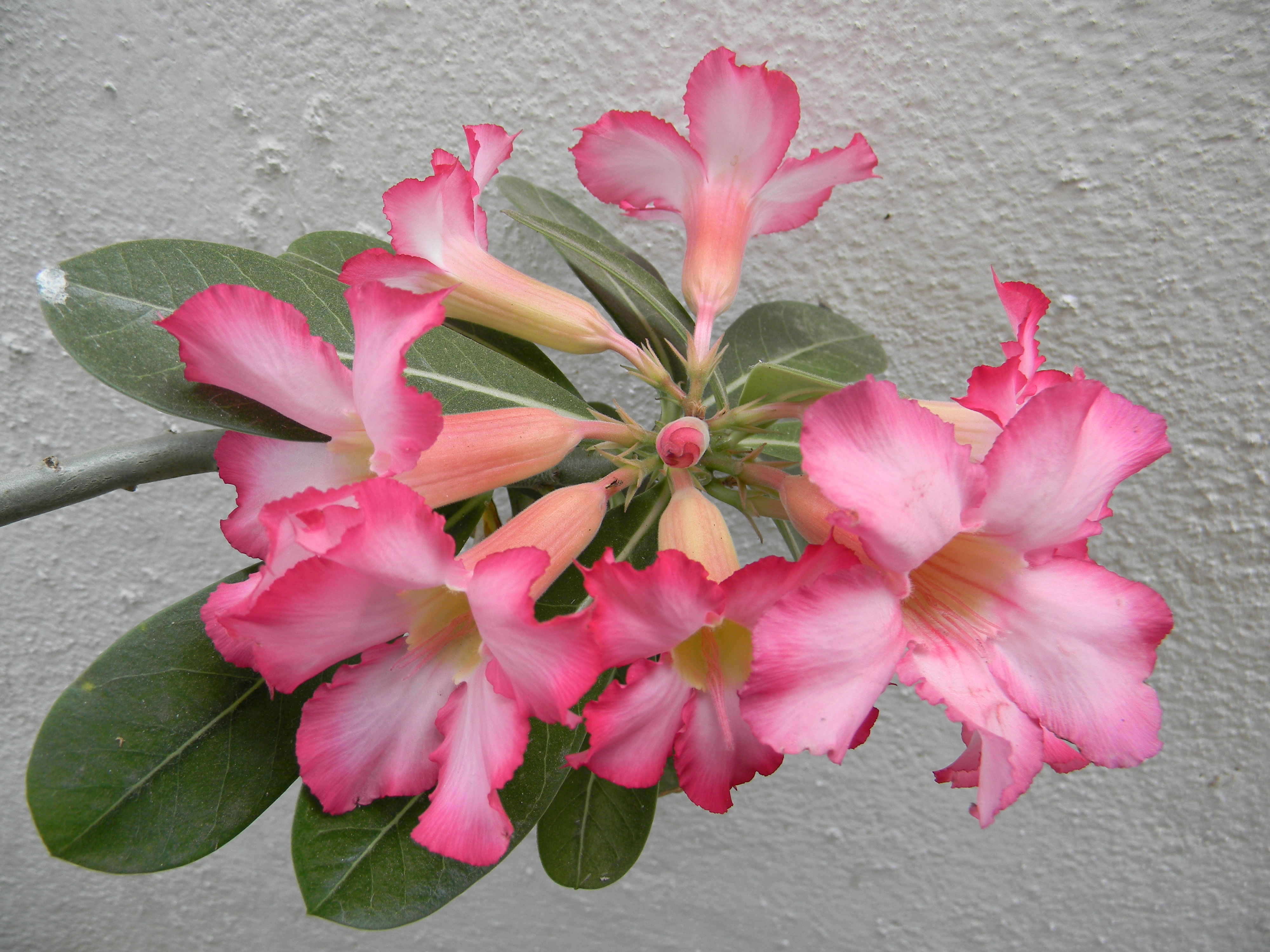
Variedade mais comum com flores rosadas

### Híbridos
Os híbridos são plantas que apresentam características diferentes da planta encontrada na natureza.

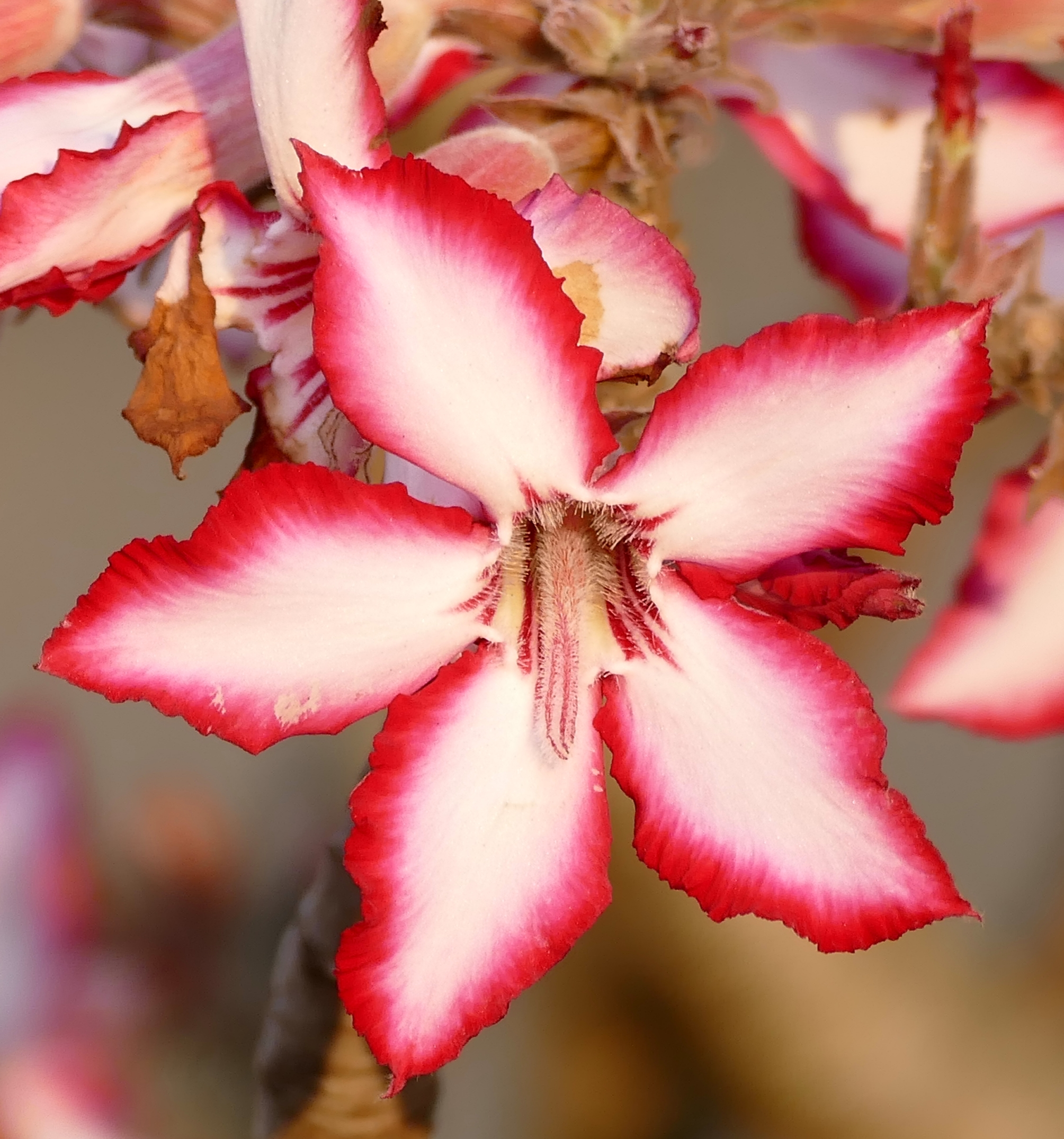
"Winter Impala Lily"
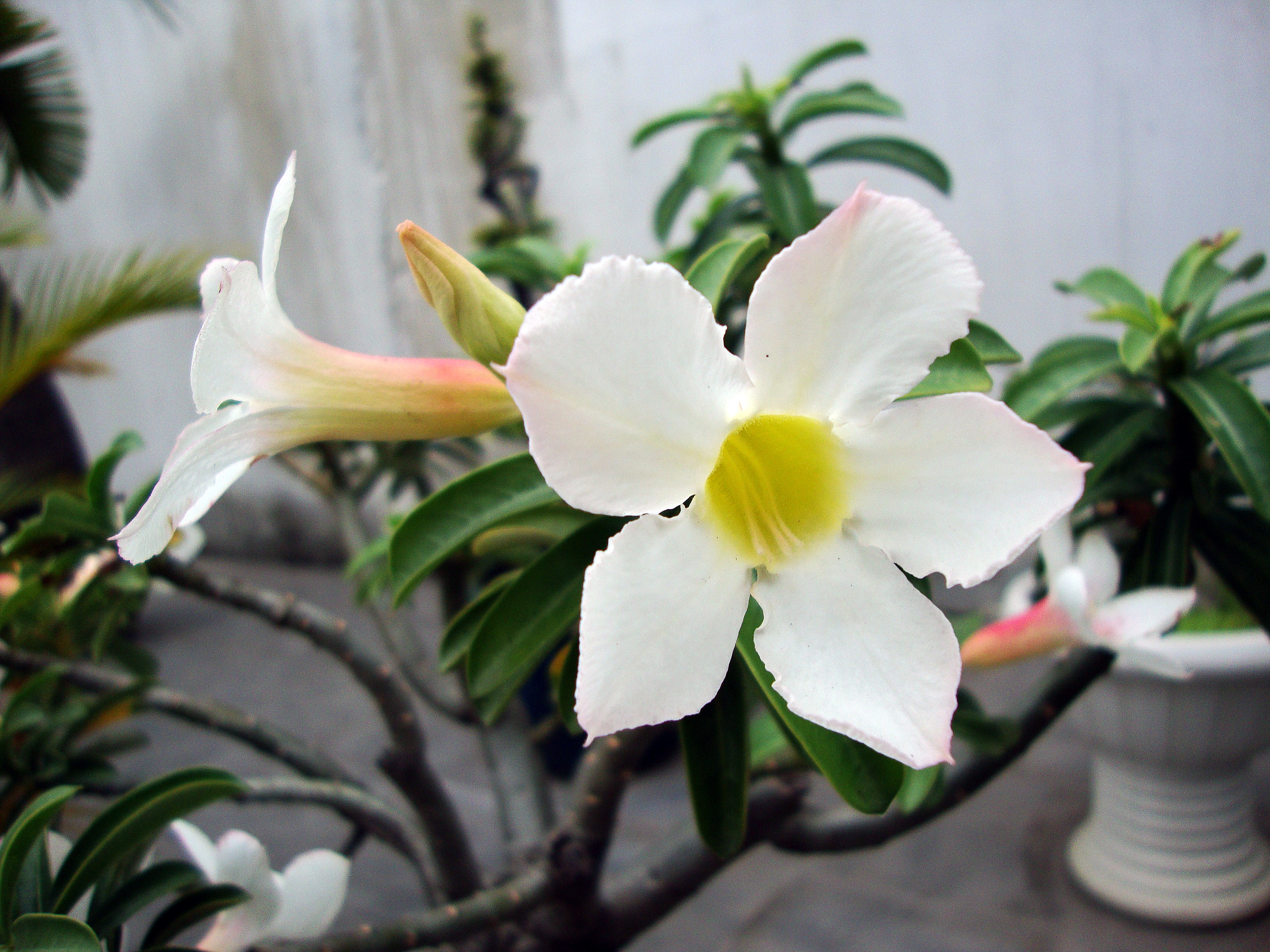
Variedade com flores brancas
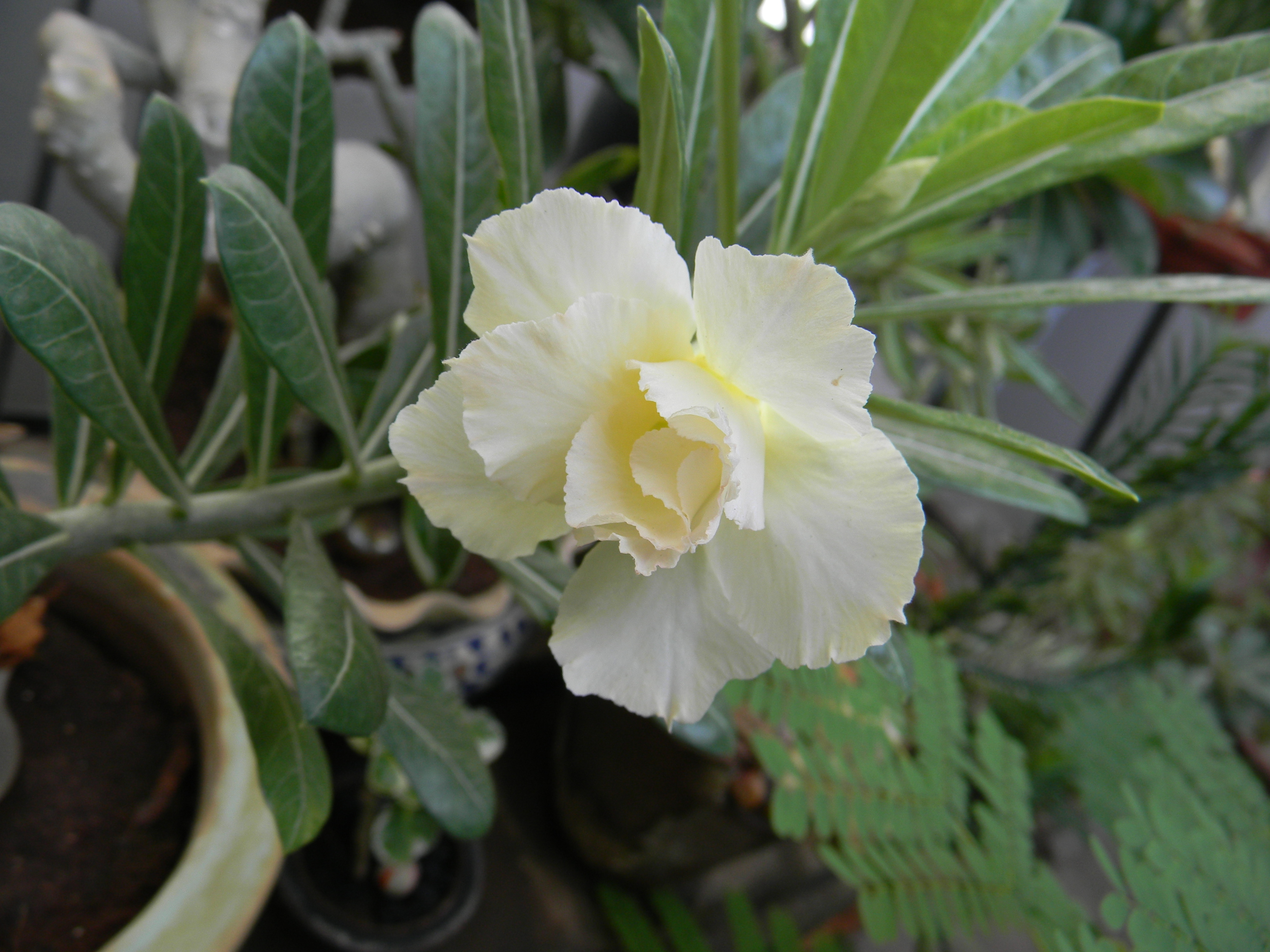
Variedade com flores dobradas
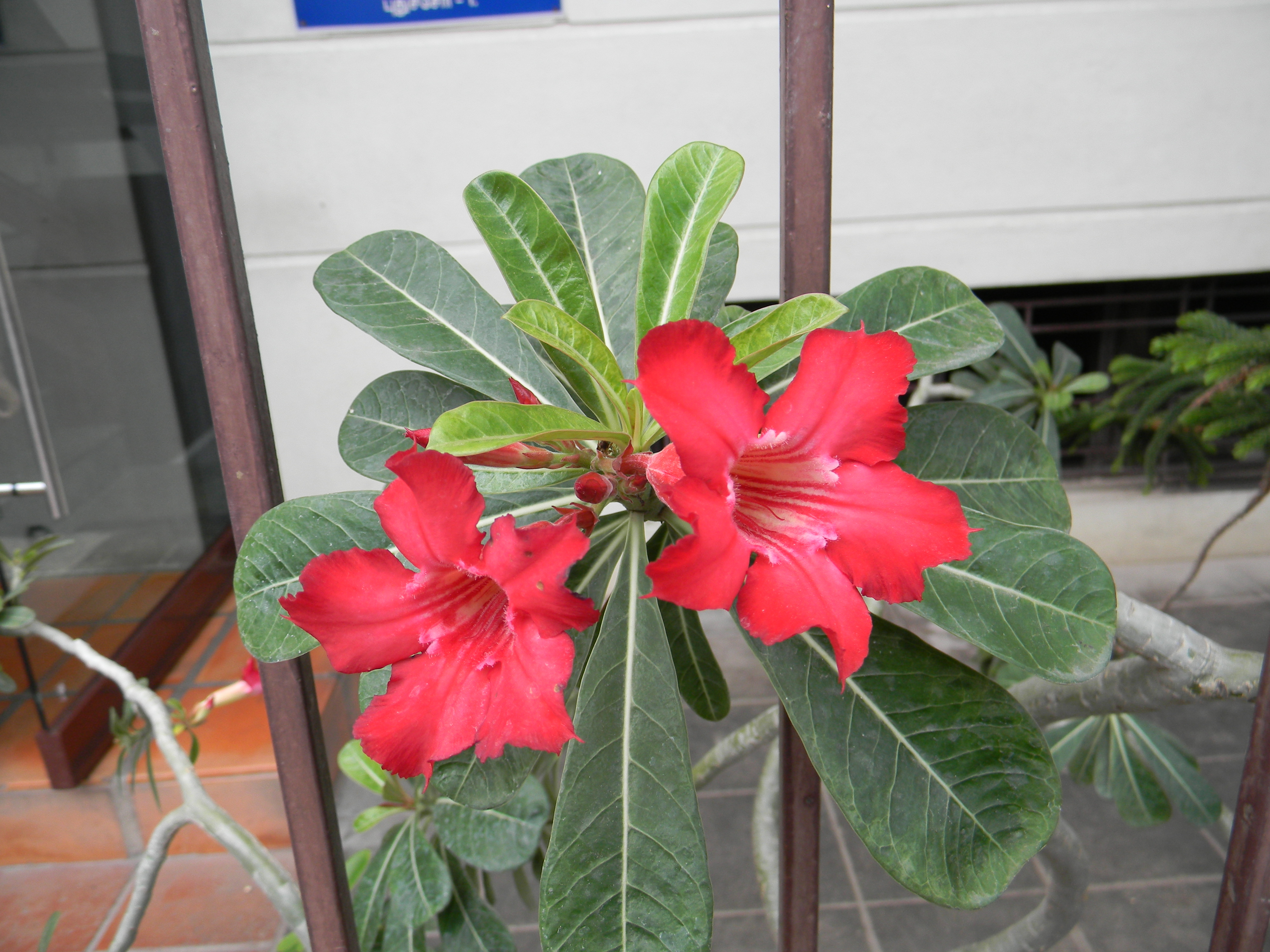
Variedade rosa intenso
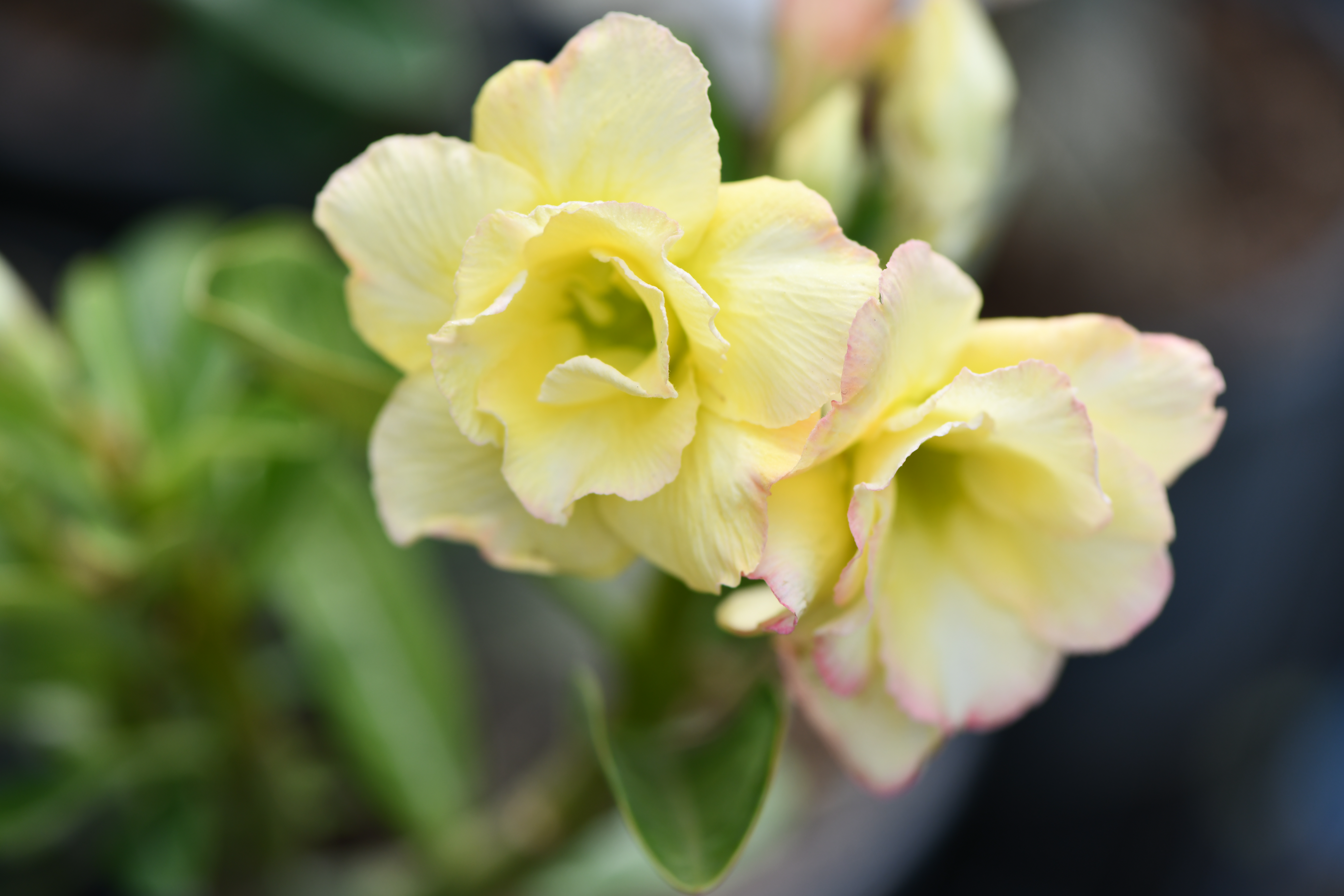
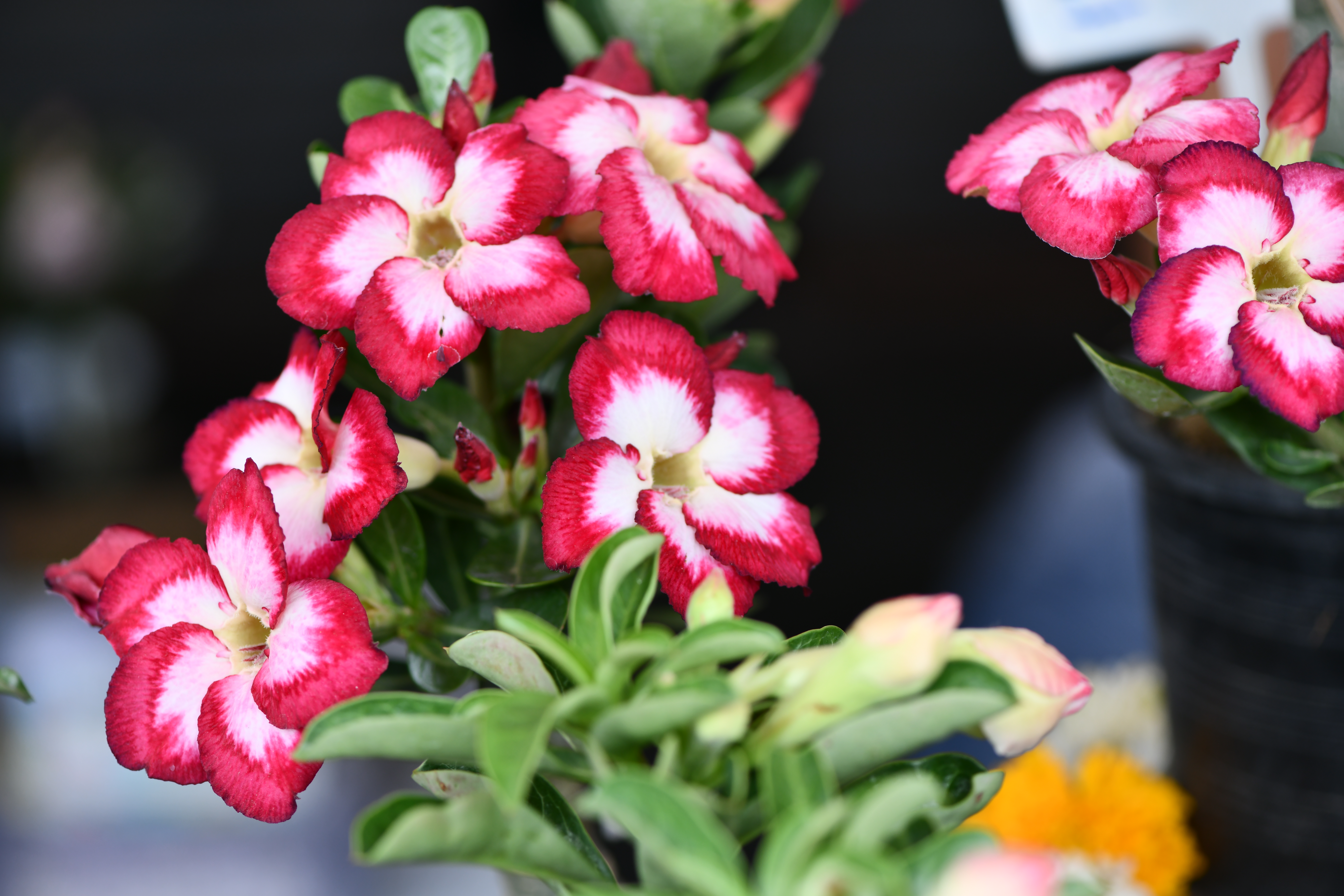
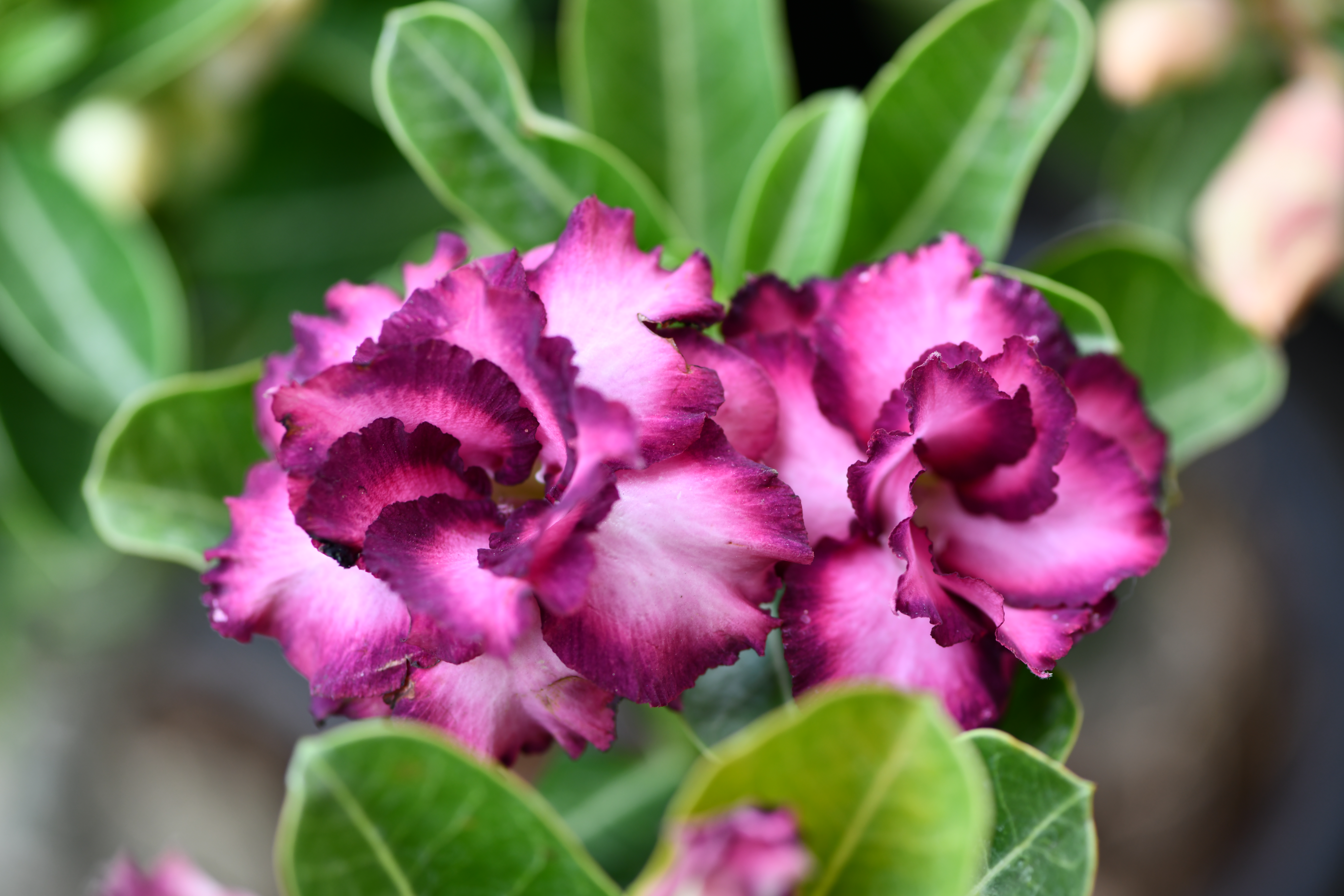
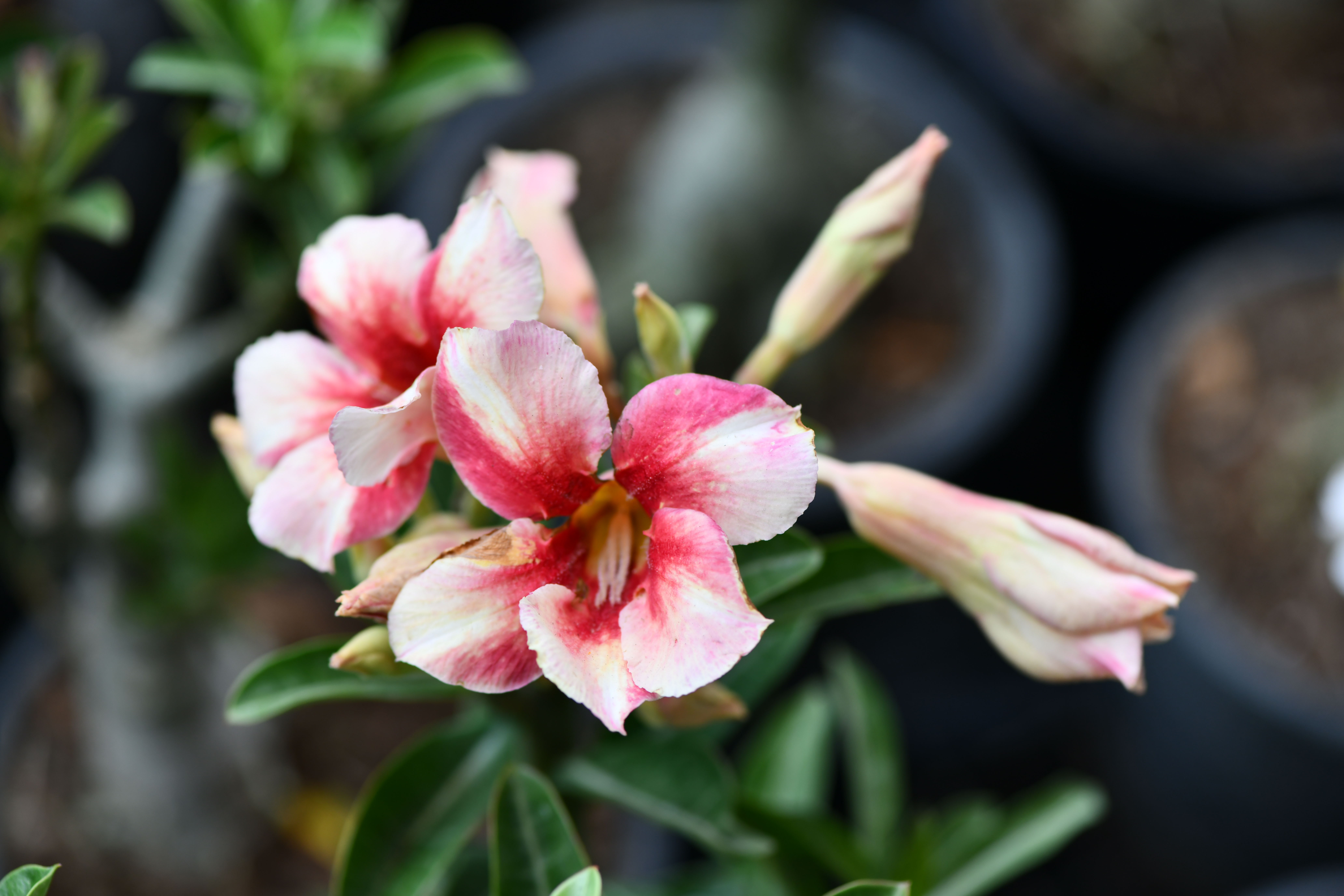
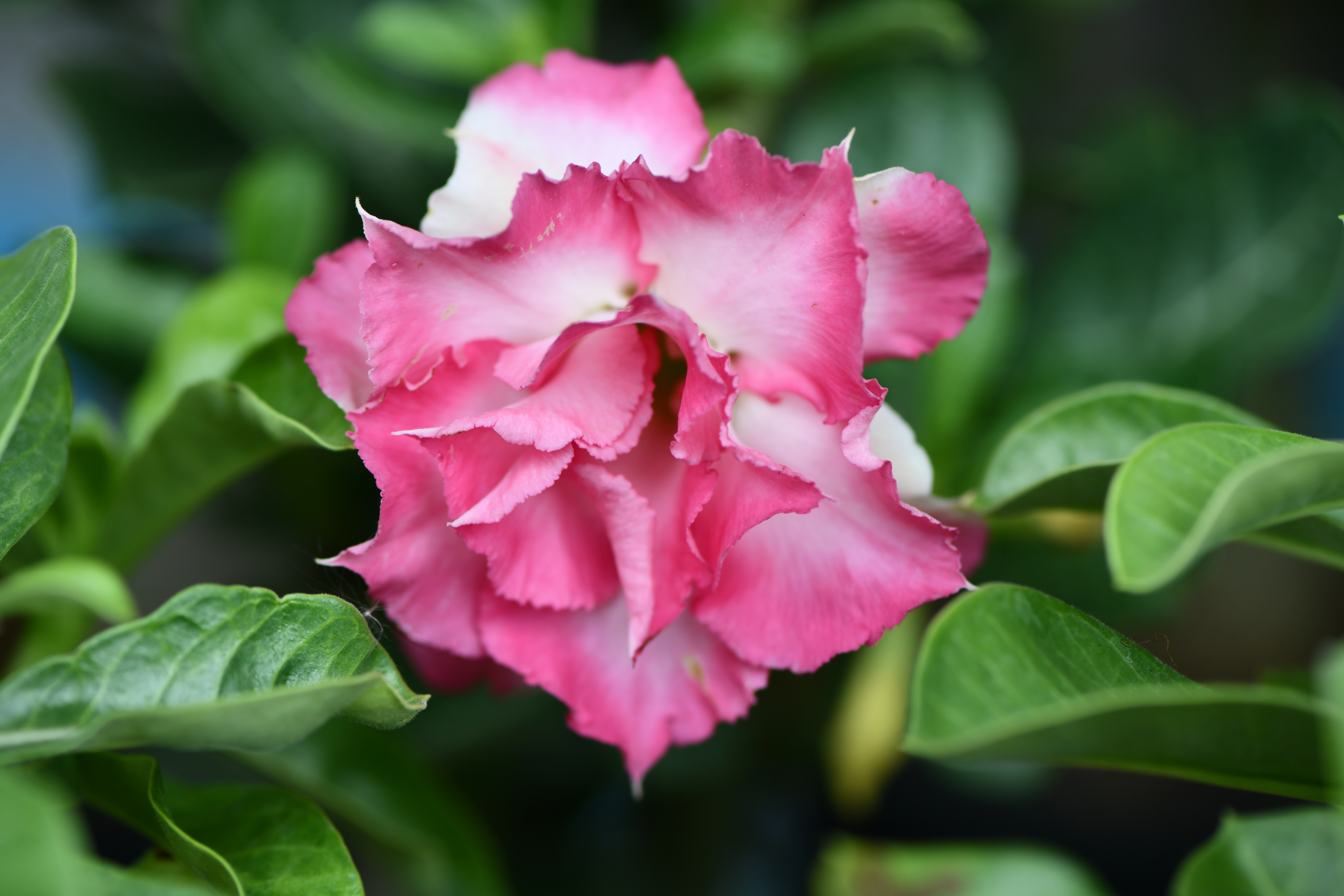
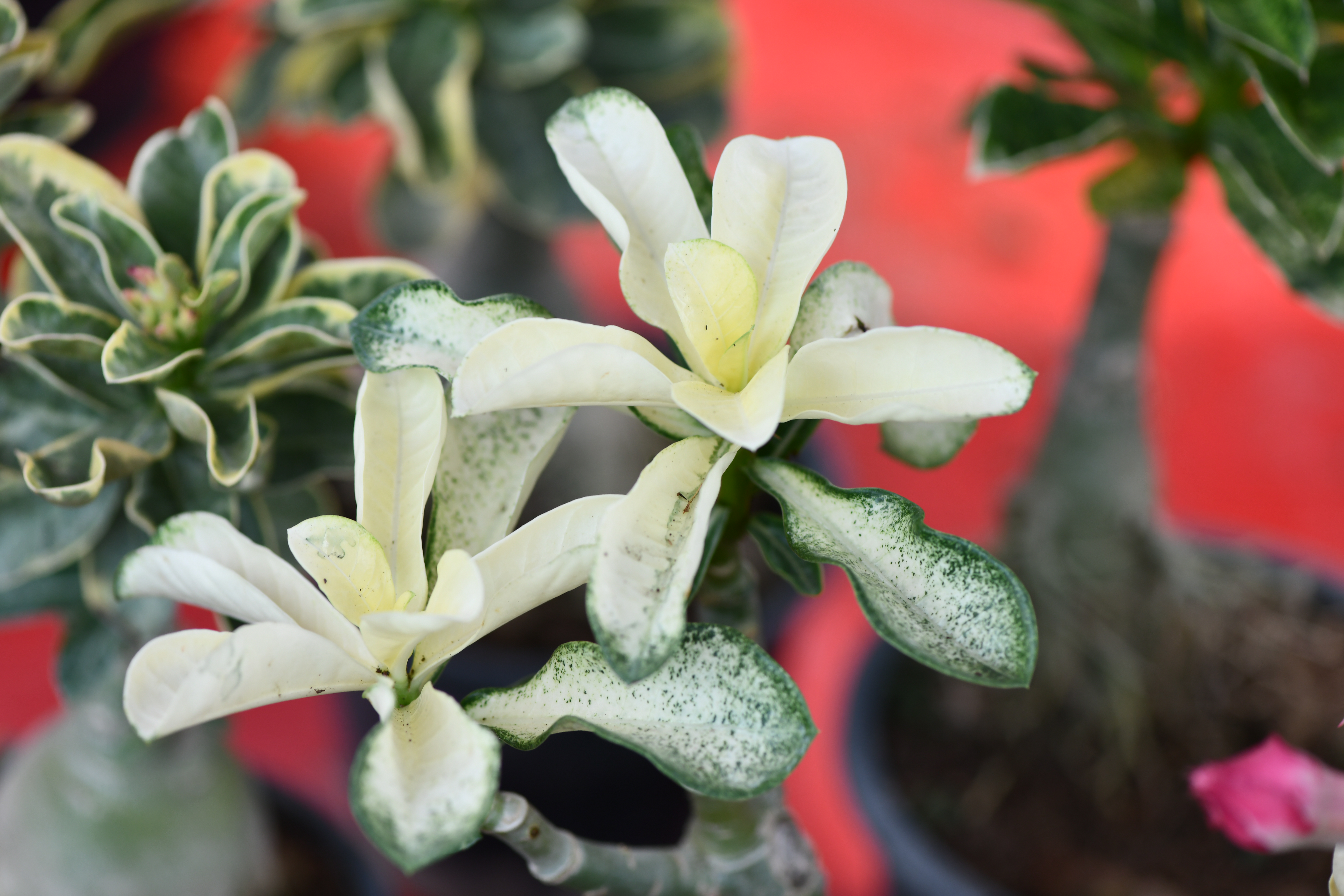
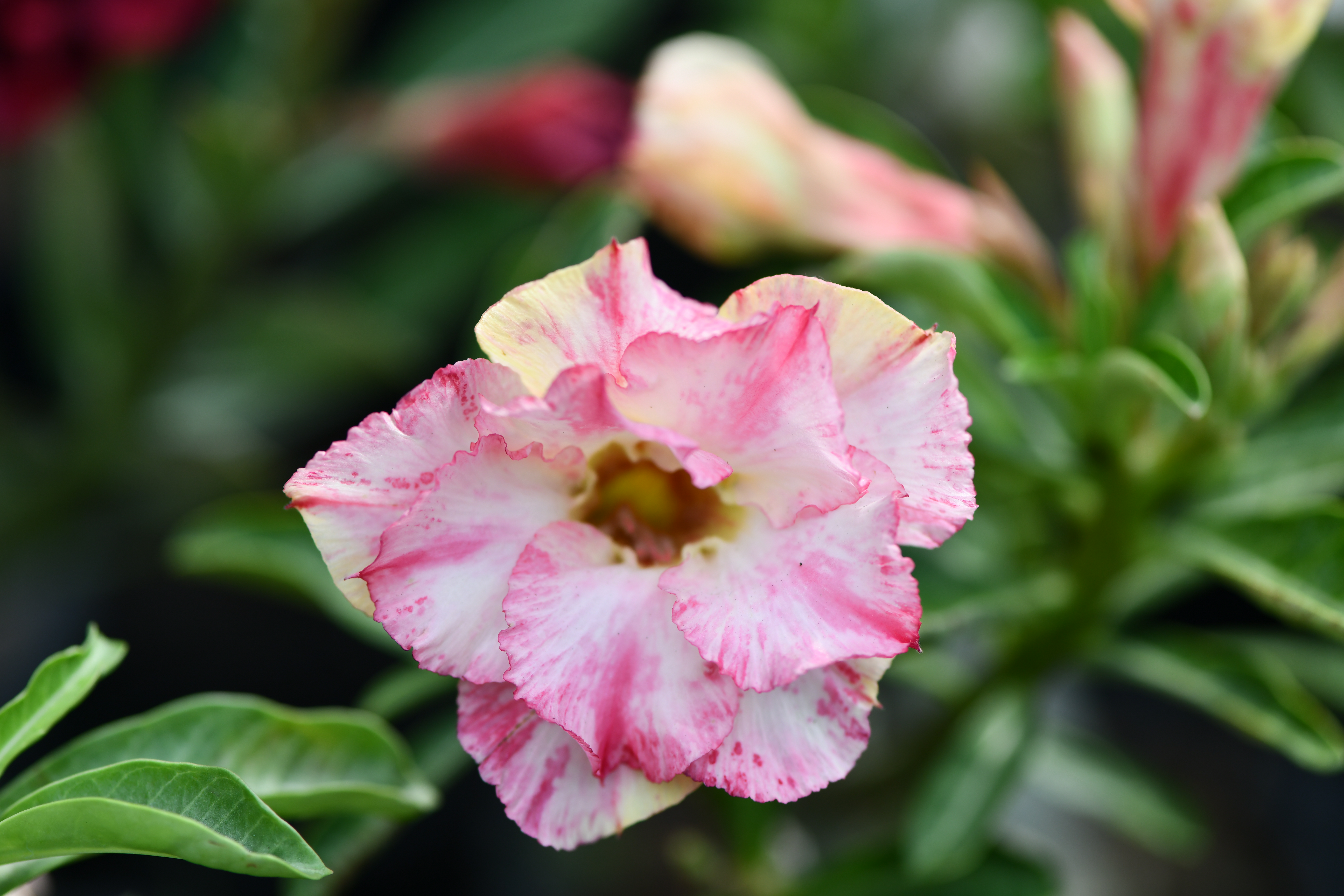
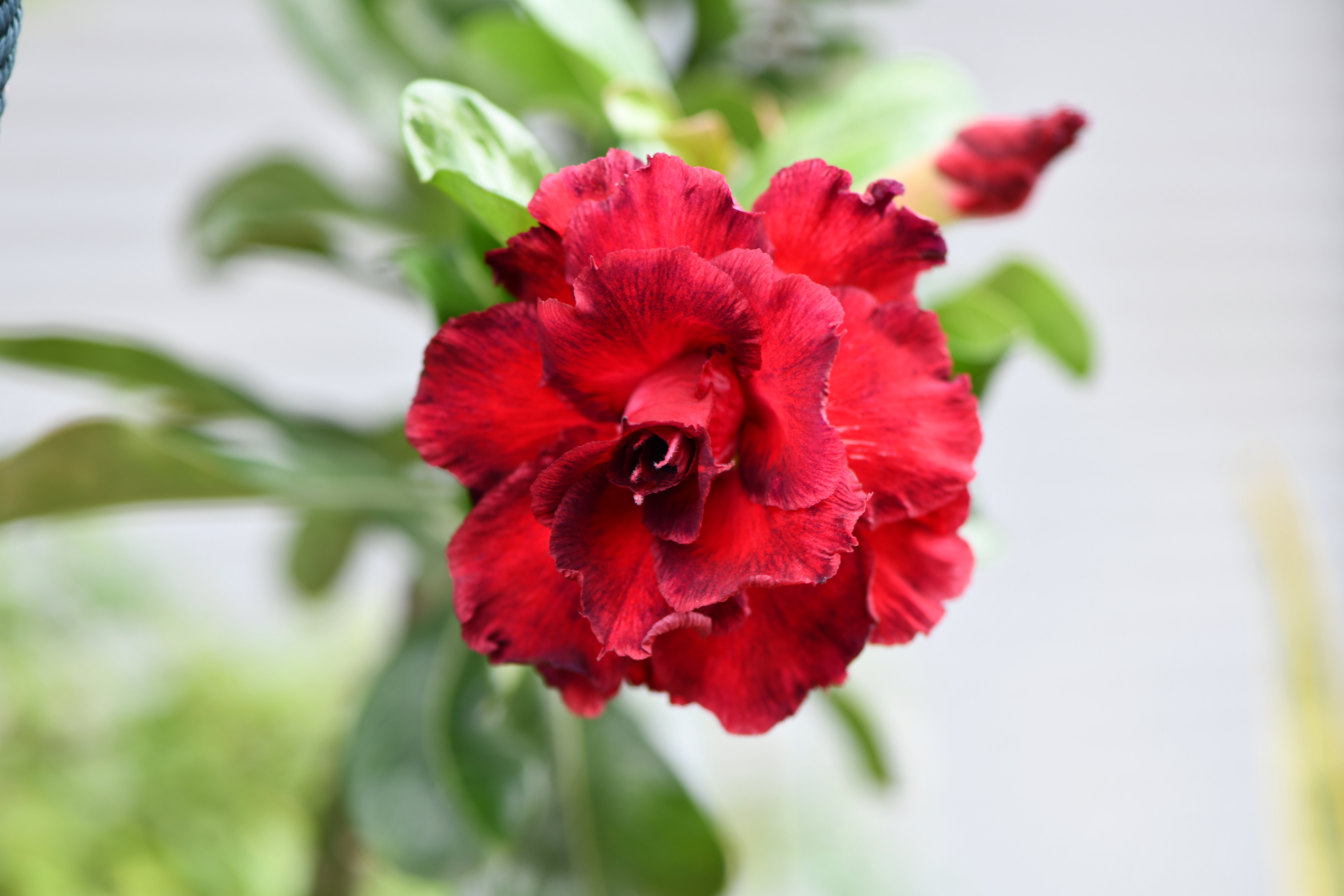
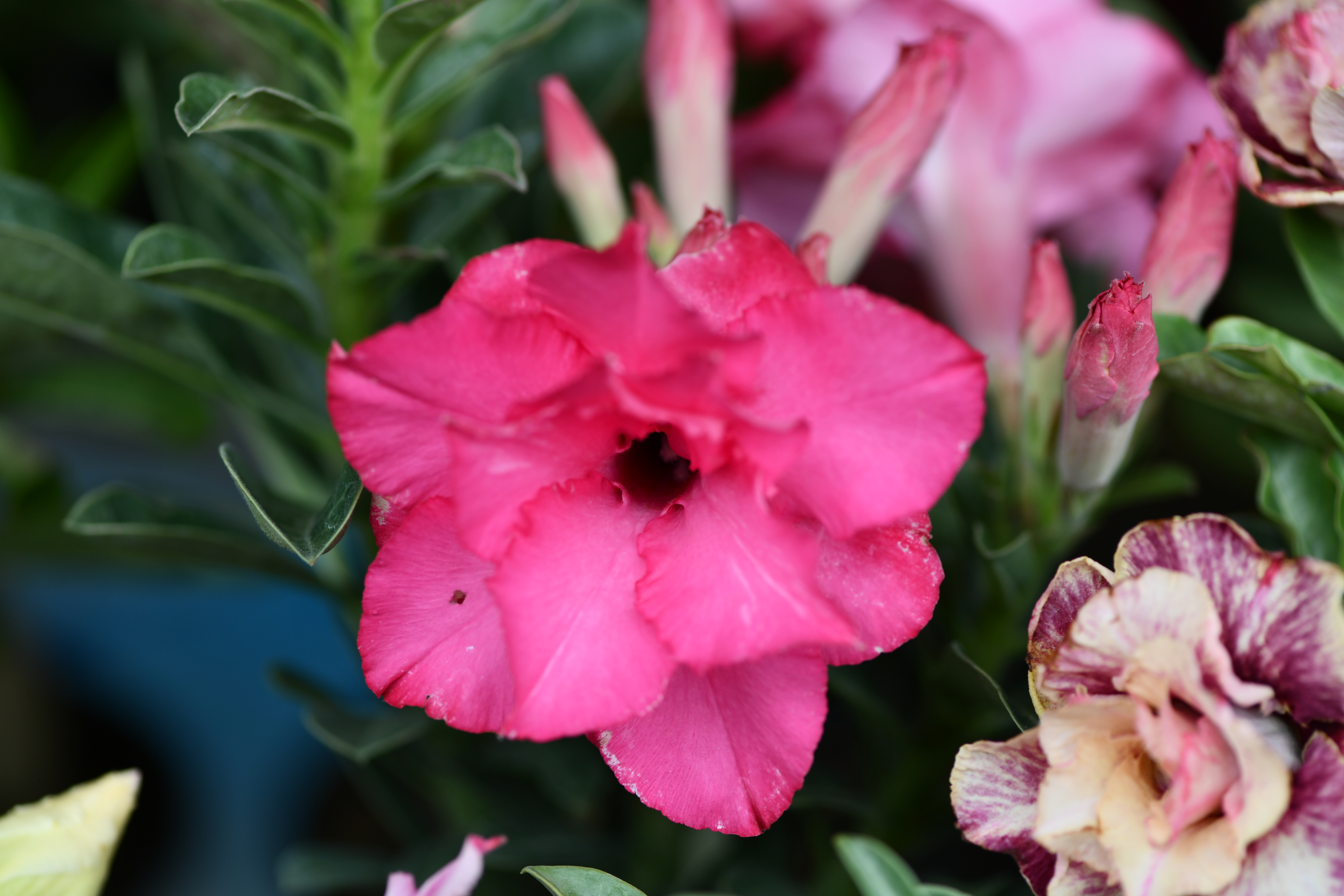
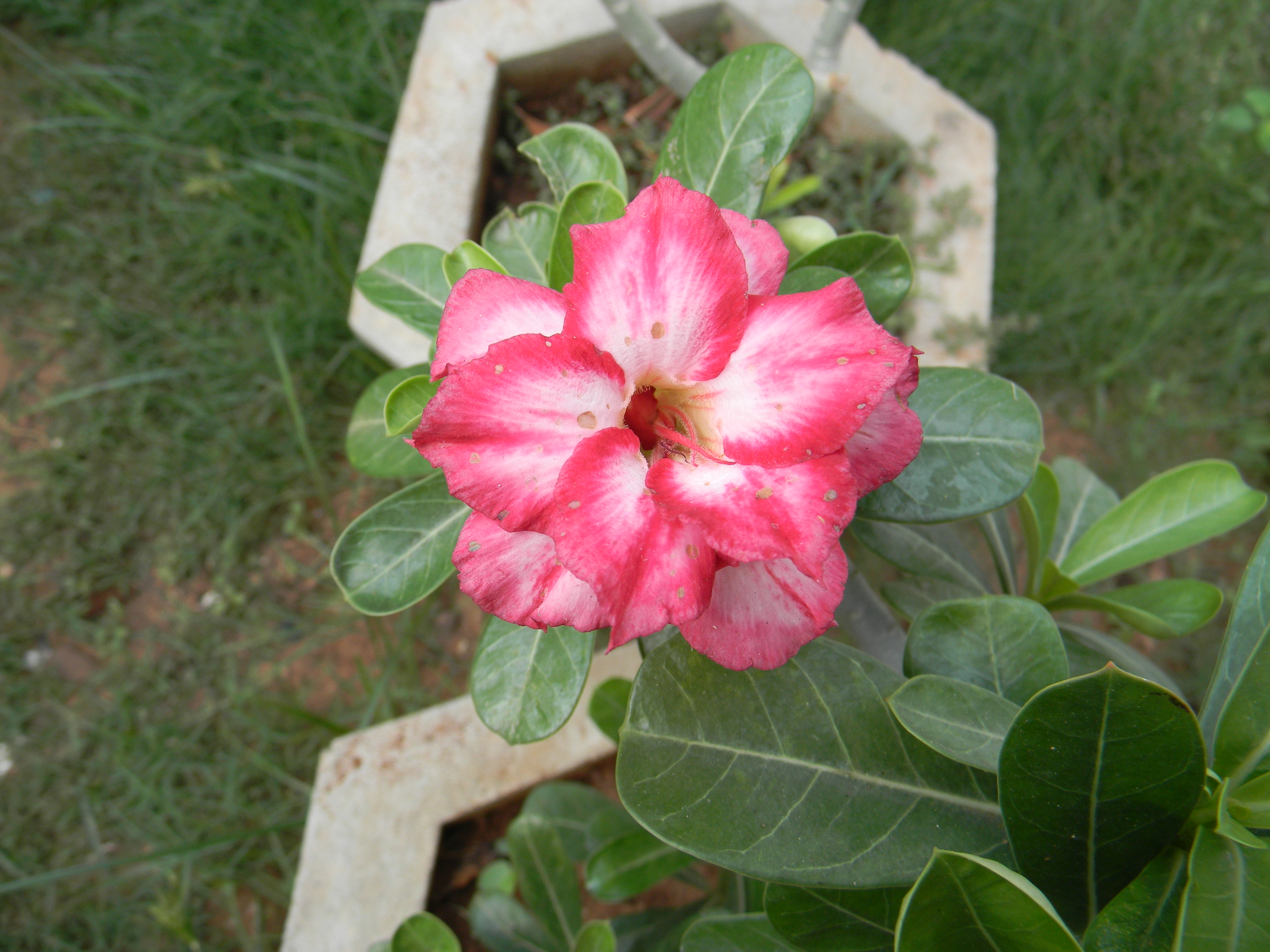